# Julius Meese
Julius Meese (geboren vor 1833 in Osnabrück gestorben 1884 oder 1885 in Hannover) war ein deutscher Unternehmer, Montanindustrieller und Hotelier.

## Leben
Julius Meese war der jüngste von mehreren Söhnen des Osnabrücker Kaufmannes und Kurzwarenhändlers Friedrich Meese (gestorben 9. November 1832). In Lüneburg gründete er gemeinsam mit seinem Vetter August Wellenkamp 1843 Vor dem Bardowiker Tore das  Lüneburger Eisenwerk; gleich zu Beginn der Industrialisierung im Königreich Hannover das nach der Saline erste Lüneburger Großunternehmen. 1847 überließ Meese das Eisenwerk dem ehemaligen Salinenkondukteur Wellenkamp. Im Juni desselben Jahres übernahm er von seinem Schwiegervater J. L. Gaffky den Gasthof zur Stadt Celle in der Altstadt von Hannover, bevor er in bevorzugter Lage der Stadt das Hotel de Russie erwarb, das er dann mehr als zwei Jahrzehnte leitete.
1857 initiierte Meese die Gründung der Hannoverschen Eisengießerei und Maschinenfabrik (Hannoversche Eisengießerei; HEAG), an der sich dann die Eisengroßhandlung Franz Juncken und Companie (siehe Georg von Cölln) sowie das Bankhaus Ephraim Meyer & Sohn beteiligte.
Im September 1865 nahm er an der 40. Versammlung der Versammlung Deutscher Naturforscher und Aerzte in der Residenzstadt Hannover teil.
Anfang 1870 gründete Meese einen in den ehemals hannöverschen Forsten gelegenen Bergbaubetrieb, die Braunstein-Grube Ilfelds Mangan; der Betrieb In der Silberbach fand jedoch im Kriegsjahr 1871 „ein jähes Ende“.
Nach dem Krieg bewarb Meese 1872 erneut sein „neues“ Hotel de Russie „am Bahnhofsplatze“ in Hannover nun auch in der großen Ausgabe der Verkehrs-Informations-Zeitschrift Hendschel's Telegraph.
Julius Meese war Mitglied im Verein Deutscher Ingenieure (VDI). Dessen Vereinsorgan verkündete Anfang Januar 1885 den Tod ihres zuletzt als Rentier in Hannover lebenden Mitgliedes.

## Münzsammlung
Julius Meese war ein bekannter Münzsammler. Seine Sammlung von Goldmünzen von Ostfriesland, Stolberg und anderen Orten wurde später in auch im europäischen Ausland beachtete Auktionskataloge aufgenommen. Er starb nach 1920.